# La Jarrie
Pour les articles homonymes, voir Jarrie (homonymie).
La Jarrie est une commune du Sud-Ouest de la France située dans le département de la Charente-Maritime (région Nouvelle-Aquitaine).
Ses habitants sont appelés les Jarriens et les Jarriennes.

## Géographie

### Situation géographique
Le centre-ville de la Jarrie bénéficie d'une configuration particulière qui s'organise autour d'une voie circulaire à partir de laquelle rues, ruelles et venelles rejoignent l'espace central, occupé aujourd'hui par la place de la Mairie.
Outre le bourg, la commune comprend une partie des villages de Grolleau (partagé avec la commune de Salles-sur-Mer), Chassagné (partagé avec la commune de La Jarne) et Puyvineux (partagé avec la commune de Saint-Christophe).

### Le cadre géographique

#### Climat
Le climat est de type océanique : la pluviométrie est relativement élevée en automne et en hiver et les hivers sont doux. L'été reste tempéré grâce à la brise marine. Deux vents venant de l'océan, le noroît et le suroît, soufflent sur les côtes du département. L'ensoleillement de la côte charentaise est très important : avec 2 250 heures par an, il est comparable à celui que connaît une partie de la côte méditerranéenne.
Les relevés de la station météorologique de La Rochelle entre 1946 et 2000 permettent de déterminer quelques dates majeures au point de vue climatique en Charente-Maritime : ainsi, au cours de ce laps de temps, la température la plus froide est relevée le 15 février 1956 : -−13,6 °C.
Un pic de température (dépassé seulement au cours de la canicule de 2003) est atteint le 8 juillet 1982 avec près de 39 °C à l'ombre.
Si 1953 est considérée comme l'année la plus sèche, 2000 est au contraire la plus pluvieuse.
La Charente-Maritime est le département français qui a été le plus durement touché par l'ouragan Martin du 27 décembre 1999. Les records nationaux de vents enregistrés ont été atteints avec 198 km/h sur l'île d'Oléron et 194 km/h à Royan.
| Ville             | Ensoleillement · (h/an) | Pluie · (mm/an) | Neige · (j/an) | Orage · (j/an) | Brouillard · (j/an) |
| ----------------- | ----------------------- | --------------- | -------------- | -------------- | ------------------- |
| Médiane nationale | 1 852                   | 835             | 16             | 25             | 50                  |
| La Jarrie         | 2250                    | 755             | 4              | 13             | 26                  |
| Paris             | 1 717                   | 634             | 13             | 20             | 26                  |
| Nice              | 2 760                   | 791             | 1              | 28             | 2                   |
| Strasbourg        | 1 747                   | 636             | 26             | 28             | 69                  |
| Brest             | 1 555                   | 1 230           | 6              | 12             | 78                  |
| Bordeaux          | 2 070                   | 987             | 3              | 32             | 78                  |

| Mois                        | Jan  | Fév  | Mar  | Avr  | Mai  | Jui  | Jui  | Aoû  | Sep  | Oct  | Nov  | Déc  | Année |
| Températures minimales (°C) | 3,4  | 4,0  | 5,4  | 7,4  | 10,7 | 13,7 | 15,8 | 15,7 | 13,7 | 10,5 | 6,3  | 3,9  | 9,2   |
| Températures maximales (°C) | 8,5  | 9,9  | 12,1 | 14,7 | 17,9 | 21,3 | 23,8 | 23,5 | 21,8 | 18,0 | 12,6 | 9,2  | 16,1  |
| Températures moyennes (°C)  | 5,9  | 6,9  | 8,7  | 11,1 | 14,3 | 17,5 | 19,8 | 19,6 | 17,8 | 14,2 | 9,4  | 6,6  | 12,7  |
| Ensoleillement (h)          | 84   | 111  | 174  | 212  | 239  | 272  | 305  | 277  | 218  | 167  | 107  | 85   | 2250  |
| Pluviométrie (mm)           | 82,5 | 66,1 | 57,0 | 52,7 | 61,1 | 42,9 | 35,1 | 46,4 | 56,5 | 81,6 | 91,8 | 81,8 | 755,3 |

### Voies de communication et transports

#### Voies routières
La commune de La Jarrie est bordée, au sud, par la route départementale 939 qui relie La Rochelle à Périgueux, en passant par Surgères et Angoulême. Elle est traversée par la route départementale 110 qui permet de rejoindre la route nationale 11 au nord ou la route nationale 137 au sud.
L'accès à l'autoroute se fait par la départementale D 5 (depuis Aigrefeuille-d'Aunis), qui permet de rejoindre l'autoroute A837 donnant un accès vers Saintes, puis au-delà vers Bordeaux.
Le projet de l'autoroute A831 devant relier Rochefort à Fontenay-le-Comte (lien entre l'A83 et l'A837), déclaré d’utilité publique en 2005, a été abandonné en 2015. Elle devait passer à travers le Pays d'Aunis en passant à l'est de la commune. Bien que le projet autoroutier soit enterré, les études pour un aménagement routier seraient sur les rails.

#### Transports ferroviaires

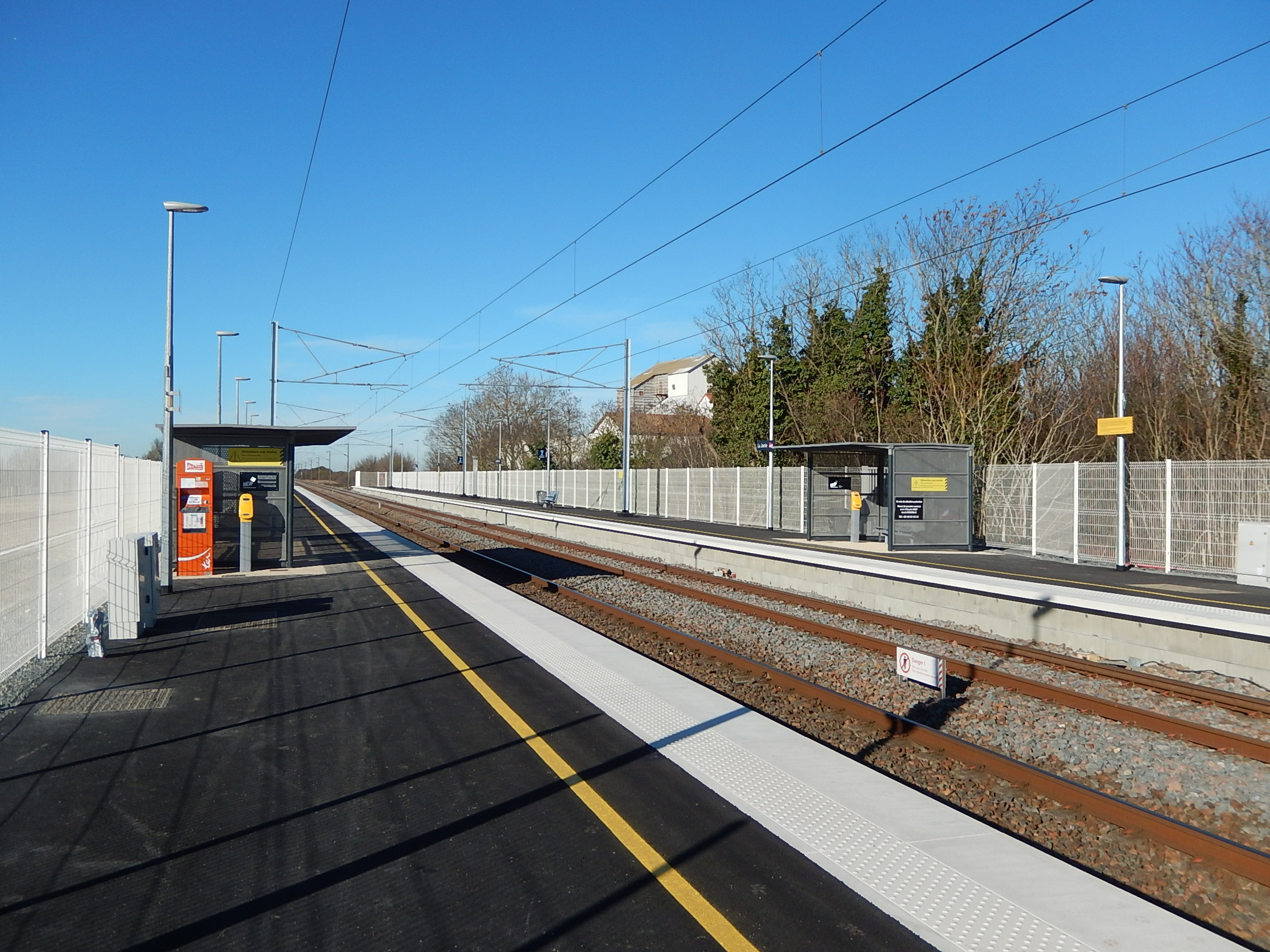
Les quais de la gare de La Jarrie en décembre 2019.

La Jarrie dispose d'une halte ferroviaire, la gare de La Jarrie, située à hauteur du lieu-dit de Grolleau, sur la ligne de Saint-Benoît à La Rochelle-Ville. Elle est desservie plusieurs fois par jour par des TER Nouvelle-Aquitaine, permettant des liaisons régulières en direction de La Rochelle ou de Poitiers.
L'existence d'une desserte ferroviaire de la Jarrie remonte au milieu du XIXe siècle. Lors de l'arrivée du chemin de fer en 1857, le choix d'un tracé direct entre Surgères.et La Rochelle détermine le choix de l'emplacement de la gare, à près d'un kilomètre au sud du centre-ville de La Jarrie, en bordure occidentale du bourg de Grolleau.
Avec l'arrivée et la généralisation de la voiture, la gare est fermée aux voyageurs en 1987[réf. nécessaire]. Lors de l’électrification de la ligne en 1990, la gare est démolie pour laisser place à un passage inférieur en remplacement du passage à niveau la jouxtant. La gare ferroviaire la plus proche pour les habitants de La Jarrie était alors celle de Châtelaillon, située à une dizaine de kilomètres du centre-ville, sur la ligne Bordeaux - Nantes, et desservie par la liaison interurbaine cadencée entre La Rochelle et Rochefort et par les trains Intercités.
En raison de l'augmentation de plus en plus grandissante des déplacements vers La Rochelle et face à une demande de plus en plus accrue, la halte ferroviaire de La Jarrie a été rouverte le 11 décembre 2016 (en tant que point d'arrêt non géré).
La desserte TGV la plus proche est assurée à la gare de La Rochelle, située à une quinzaine de kilomètres de La Jarrie. Elle est desservie par des TGV de la ligne Paris - La Rochelle via Poitiers.

#### Transports aériens
L'aéroport le plus proche est l'aéroport de La Rochelle-île de Ré, situé à La Rochelle, à moins de 20 kilomètres, offrant des vols quotidiens en direction de Paris et de Lyon et des destinations pluri-hebdomadaires en direction des îles Britanniques et de Bruxelles.
L'aéroport de Rochefort - Charente-Maritime, situé au sud de Rochefort, est essentiellement utilisé comme aéro-club pour la pratique de l'aviation légère.

#### Transports en commun
La Jarrie est reliée par autocars à La Rochelle et Surgères via le réseau de lignes départementales « Les Mouettes » ; ce dernier totalisant 20 lignes principales et 250 lignes secondaires.
La commune est desservie quotidiennement par la ligne 11a (Surgères / La Rochelle) du réseau.
Des lignes de cars scolaires desservent le collège de La Jarrie pour les élèves demi-pensionnaires résidant notamment dans le canton de La Jarrie.

## Urbanisme

### Typologie
Au 1er janvier 2024, La Jarrie est catégorisée petite ville, selon la nouvelle grille communale de densité à 7 niveaux définie par l'Insee en 2022.
Elle appartient à l'unité urbaine de La Jarrie, une unité urbaine monocommunale constituant une ville isolée,. Par ailleurs la commune fait partie de l'aire d'attraction de La Rochelle, dont elle est une commune de la couronne,. Cette aire, qui regroupe 72 communes, est catégorisée dans les aires de 200 000 à moins de 700 000 habitants,.

### Occupation des sols
L'occupation des sols de la commune, telle qu'elle ressort de la base de données européenne d’occupation biophysique des sols Corine Land Cover (CLC), est marquée par l'importance des territoires agricoles (83,5 % en 2018), en diminution par rapport à 1990 (88,3 %). La répartition détaillée en 2018 est la suivante : 
terres arables (80,3 %), zones urbanisées (16,5 %), zones agricoles hétérogènes (3,2 %). L'évolution de l’occupation des sols de la commune et de ses infrastructures peut être observée sur les différentes représentations cartographiques du territoire : la carte de Cassini (XVIIIe siècle), la carte d'état-major (1820-1866) et les cartes ou photos aériennes de l'IGN pour la période actuelle (1950 à aujourd'hui).

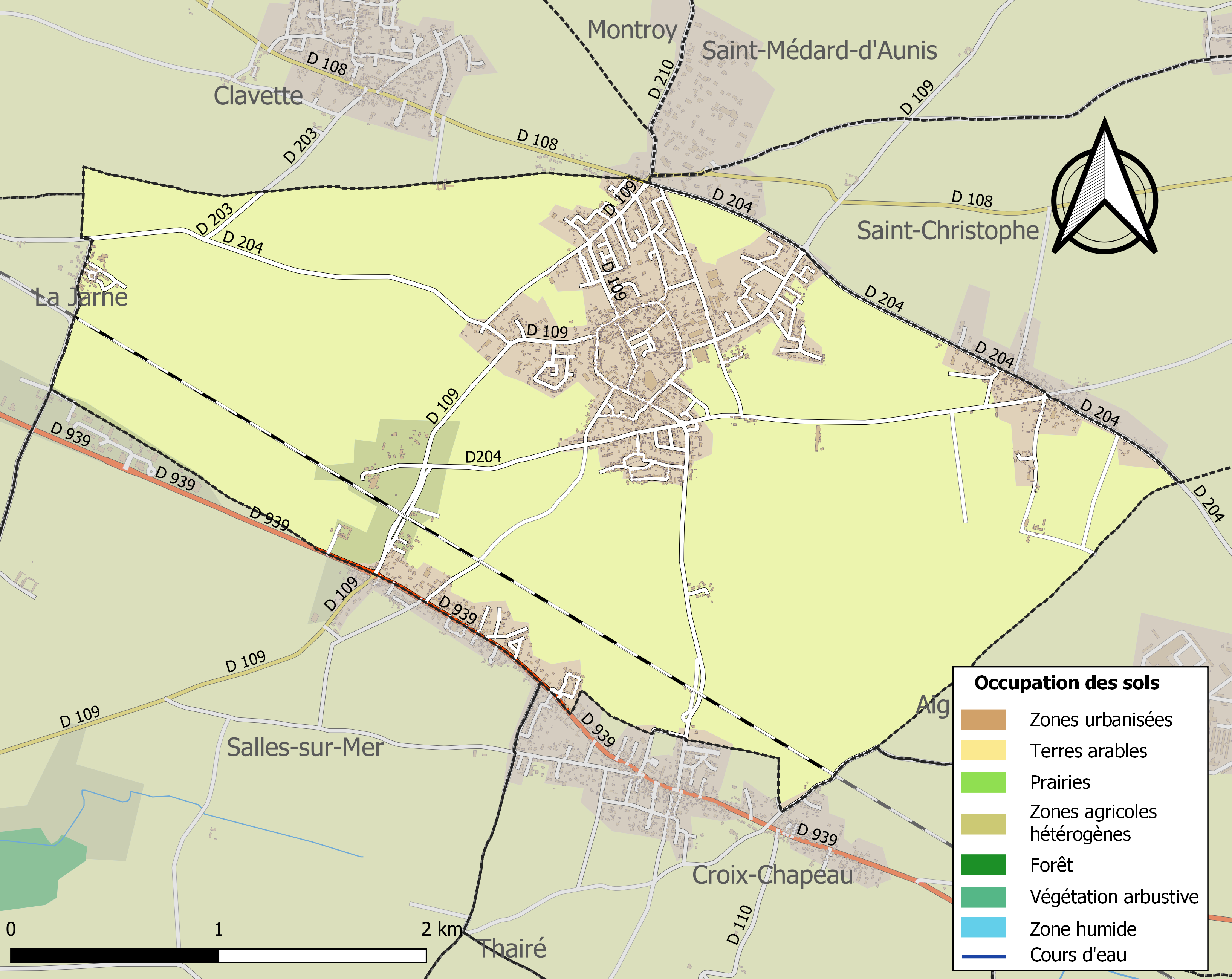
Carte des infrastructures et de l'occupation des sols de la commune en 2018 (CLC).

### Risques majeurs
Le territoire de la commune de La Jarrie est vulnérable à différents aléas naturels : météorologiques (tempête, orage, neige, grand froid, canicule ou sécheresse), inondations, mouvements de terrains et séisme (sismicité modérée). Il est également exposé à un risque technologique, le transport de matières dangereuses. Un site publié par le BRGM permet d'évaluer simplement et rapidement les risques d'un bien localisé soit par son adresse soit par le numéro de sa parcelle.

#### Risques naturels
Certaines parties du territoire communal sont susceptibles d’être affectées par le risque d’inondation par débordement de cours d'eau. La commune a été reconnue en état de catastrophe naturelle au titre des dommages causés par les inondations et coulées de boue survenues en 1982, 1993, 1999 et 2010,.
La commune est vulnérable au risque de mouvements de terrainsdes tassements différentiels.
Par ailleurs, afin de mieux appréhender le risque d’affaissement de terrain, l'inventaire national des cavités souterraines permet de localiser celles situées sur la commune.
Concernant les mouvements de terrains, la commune a été reconnue en état de catastrophe naturelle au titre des dommages causés par la sécheresse en 2005 et par des mouvements de terrain en 1999 et 2010.

#### Risques technologiques
Le risque de transport de matières dangereuses sur la commune est lié à sa traversée par une ou des infrastructures routières ou ferroviaires importantes ou la présence d'une canalisation de transport d'hydrocarbures. Un accident se produisant sur de telles infrastructures est susceptible d’avoir des effets graves sur les biens, les personnes ou l'environnement, selon la nature du matériau transporté. Des dispositions d’urbanisme peuvent être préconisées en conséquence.

## Toponymie
Le toponyme est issu du latin médiéval garrica, le masculin en ancien occitan est garric (« chêne kermès »), auquel correspond dans le domaine d'oil jarrie (« chêne kermès »).
Cet ensemble serait dér. d'un type préroman carra- pour l'identification duquel les avis divergent :
1. selon certains, la base préromane est carra- (« pierre, caillou »), les sols pierreux donnant naissance à une végétation rabougrie et épineuse.
2. pour d'autres, la racine est karr- (« chêne ») d'où les dénominations de plantes épineuses, de landes.

## Histoire
Passages de princes
- François Ier vient coucher à La Jarrie le 29 décembre 1542[Note 3], avec de hauts personnages, pour aller à La Rochelle tenir conseil sur une révolte contre l’extension de la gabelle à l’Aunis, province où cet impôt sur le sel n’existait pas.
- Charles IX se rend à La Rochelle avec sa mère, Catherine de Médicis ; ils dînent au village de La Jarrie le 13 septembre 1565[27].

- Le maréchal de Biron, nommé gouverneur de La Rochelle, vient en 1572 de Paris à Surgères et à La Jarrie, où les gens de guerre s’étaient avancés.
- Henri de Navarre (plus tard Henri IV) habita, avec sa mère Jeanne d'Albret, à La Jarrie. Il n’avait alors que 17 ans et était gouverneur de Guyenne (en remplacement de son père Antoine de Bourbon), et amiral de France.
- Louis XIII, roi de France, le duc d'Épernon et le comte de Soissons séjournent à La Jarrie pendant le siège de La Rochelle de 1621.

Après avoir défait les troupes de Soubise à Rié, le comte de Soissons et ses troupes arrivent à La Jarrie le 25 juin 1622. Louis XIII a chargé le comte de faire le blocus de La Rochelle par terre. Dans les jours qui suivent, il s’emploie à la construction du Fort Louis près de l'actuel quartier de port-neuf à La Rochelle.
Le projet autoroutier A831 devant relier Rochefort à Fontenay-le-Comte et déclaré d’utilité publique en 2005 a été abandonné en 2015 en raison de sa traversée du marais poitevin et du marais de Rochefort, deux grandes zones humides, générant une vive opposition. Ce projet devait passer à l'est de la commune.

## Politique et administration

### Liste des maires
| Période                                  | Période                   | Identité       | Étiquette   | Qualité |
| ---------------------------------------- | ------------------------- | -------------- | ----------- | --- |
| Les données manquantes sont à compléter. |                           |                |             | |
| mars 1977                                | mars 2001                 | Bernard Ranson | UDF-CDS     | Conseiller général du canton de La Jarrie (1982 → 1988) Vice-président du conseil général de la Charente-Maritime (1985 → 1988) Président de la CC Plaine d'Aunis [Quand ?] |
| mars 2001                                | Décembre 2001 (démission) | Jean-Luc Robin |             | |
| Décembre 2001                            | En cours                  | David Baudon   | PS puis DVG | Chargé de mission Conseiller général (2008 → 2015) puis départemental du canton de La Jarrie (2015 →)                                                                       |

puis réélu le 27 juin 2021

### Circonscription électorale
Depuis le découpage électoral de novembre 1986 (loi Pasqua), la ville de La Jarrie et son canton appartiennent à la deuxième circonscription législative de la Charente-Maritime, également dénommée Circonscription de Rochefort-Pays d'Aunis.

### Région
À la suite de la mise en application de la réforme administrative de 2014 ramenant le nombre de régions de France métropolitaine de 22 à 13, la commune appartient depuis le 1er janvier 2016 à la région Nouvelle-Aquitaine, dont la capitale est Bordeaux. De 1972 au 31 décembre 2015, elle a appartenu à la région Poitou-Charentes, dont le chef-lieu était Poitiers.

### Canton

Situation du canton de La Jarrie en Charente-Maritime (jusqu'en 2015).

#### Données géographiques générales
La Jarrie est chef-lieu d'un canton de 14 communes, appartenant à l'arrondissement de La Rochelle.
Aujourd'hui, le canton de La Jarrie avec une superficie de 143,93 km2 occupe le troisième rang dans l'arrondissement de La Rochelle.

#### Représentation départementale
Les conseillers départementaux qui représentent le canton de La Jarrie au conseil départemental de la Charente-Maritime sont le maire de La Jarrie, David Baudon et Line Lafougère, maire de Vérines, depuis les élections départementales de 2015 jusqu’au terme du mandat fixé le 30 juin 2021. (M. Baudon avait déjà été élu lors des élections cantonales de mars 2008 jusqu’en mars 2015). Lors des dernières élections des 20 et 27 juin 2021, M. BAUDON a été de nouveau réélu et ce, pour la troisième fois consécutive avec 55,10% des voix, cette fois-ci en binôme avec Mme Marie-Karine DUCROCQ de SAINT-ROGATIEN.

### Intercommunalité
La commune de La Jarrie a adhéré à la Communauté de communes Plaine d'Aunis, depuis sa création jusqu'à sa dissolution le 31 décembre 2013.
Les élus ont approuvé, le 20 juin 2012, le projet de modification de périmètre de la Communauté d'agglomération de La Rochelle tel que fixé dans l'arrêté préfectoral, aboutissant à l'incorporation des communes du canton de La Jarrie (La Jarne, Saint-Rogatien, Saint-Vivien, Sainte-Soulle, Salles-sur-Mer, Bourgneuf, Clavette, Croix-Chapeau, La Jarrie, Montroy, Saint-Médard-d'Aunis, Saint-Christophe et Vérines.).
Depuis le 1er janvier 2014, la commune de La Jarrie est incorporée à Communauté d'agglomération de La Rochelle.
Elle fait également partie du Pays d'Aunis, structure intercommunale créée le 10 juillet 1996, dont le siège a été fixé à Courçon.

### Les services administratifs
Outre les services proprement de la Mairie, la municipalité gère la médiathèque, Service de la petite enfance et la salle des fêtes. La commune comporte également un CCAS (Centre communal d'action sociale).
Les services publics de l’État sont représentés par la brigade de la Gendarmerie Nationale, le Trésor public et le bureau de La Poste, les écoles et le collège publics.

### Fiscalité municipale
| Taxe                                                | Taux communal | Taux intercommunal | Taux départemental | Taux régional |
| --------------------------------------------------- | ------------- | ------------------ | ------------------ | ------------- |
| Taxe d'habitation (TH)                              | 13,10 %       | 1,15 %             | 7,12 %             |               |
| Taxe foncière sur les propriétés bâties (TFPB)      | 22,03 %       | 2,09 %             | 14,01 %            | 3,32 %        |
| Taxe foncière sur les propriétés non bâties (TFPNB) | 41,82 %       | 6,27 %             | 29,17 %            | 8,63 %        |
| Cotisation foncière des entreprises (ex TP)         |               | 23,86 %            |                    |               |

La part régionale de la taxe d'habitation n'est pas applicable.
La taxe professionnelle est remplacée en 2010 par la cotisation foncière des entreprises (CFE) portant sur la valeur locative des biens immobiliers et par la contribution sur la valeur ajoutée des entreprises (CVAE) (les deux formant la contribution économique territoriale (CET) qui est un impôt local instauré par la loi de finances pour 2010).

### Jumelages
| \| Eddelak-Sankt-Michaelisdonn La Jarrie \| Localisation de La Jarrie et Eddelak |
| Eddelak-Sankt-Michaelisdonn La Jarrie                                            |

Au 31 juillet 2012, La Jarrie est jumelée avec :
- Eddelak-Sankt-Michaelisdonn  (Allemagne) depuis 1981[34],[35].
- Zetting (France)

### Tendances politiques et résultats
Résultats du second tour des élections présidentielles de 2012, 2007 et 2002  :
- élection présidentielle de 2012 : 61,62 % pour François Hollande (PS), 38,38 % pour Nicolas Sarkozy (UMP). Participation : 82,28 %[36]

- élection présidentielle de 2007 : 56,21 % pour Ségolène Royal (PS), 43,79 % pour Nicolas Sarkozy (UMP). Participation : 84,20 %[37]

- élection présidentielle de 2002 : 87,71 % pour Jacques Chirac (UMP), 12,29 % pour Jean-Marie Le Pen (FN). Participation : 81,23 %[38]

Résultats des élections législatives de 2012, 2007 et 2002 :
- élections législatives de 2012 : 41,00 % pour Jean-Louis Léonard (UMP), 59,00 % pour Suzanne Tallard (PS). Participation : 55,80 %[39]

Lors du premier tour des élections législatives de 2012, le maire de La Jarrie, David Baudon, est arrivé en tête avec 62,45 % des voix, arrivé troisième sur la circonscription, il ne peut se maintenir au deuxième tour et appelle à voter Suzanne Tallard.
- élections législatives de 2007 : 41,74 % pour Jean-Louis Léonard (UMP), 58,26 % pour André Bonnin (PS). Participation : 57,90 %[43]

- élections législatives de 2002 : 46,83 % pour Jean-Louis Léonard (UMP), 53,17 % pour André Bonnin (PS). Participation : 58,98 %[44]

Résultats des élections régionales de 2010 et 2004 :
- élections régionales de 2010 : 69,10 % pour Ségolène Royal (PS), 30,90 % pour Dominique Bussereau (UMP). Participation : 51,91 %[45]

- élections régionales de 2004 : 64,16 % pour Ségolène Royal (PS), 28,04 % pour Élizabeth Morin (UMP), 7,80 % pour Jean-Romée Charbonneau (Front national). Participation : 63,94 %[46]

### Politique environnementale
Dans son palmarès 2024, le Conseil national de villes et villages fleuris de France a attribué une fleur à la commune.

## Population et société

### Démographie
La population de la ville de La Jarrie en 1999 était de 2653 personnes répartie avec 50,2 % d'hommes et 49,8 % de femmes.
L'évolution du nombre d'habitants est connue à travers les recensements de la population effectués dans la commune depuis 1793. Pour les communes de moins de 10 000 habitants, une enquête de recensement portant sur toute la population est réalisée tous les cinq ans, les populations de référence des années intermédiaires étant quant à elles estimées par interpolation ou extrapolation. Pour la commune, le premier recensement exhaustif entrant dans le cadre du nouveau dispositif a été réalisé en 2005.

En 2022, la commune comptait 3 447 habitants, en évolution de +6,92 % par rapport à 2016 (Charente-Maritime : +4,04 %, France hors Mayotte : +2,11 %).
| 1793 | 1800  | 1806 | 1821 | 1831  | 1836  | 1841  | 1846 | 1851  |
| ---- | ----- | ---- | ---- | ----- | ----- | ----- | ---- | ----- |
| 968  | 1 053 | 993  | 941  | 1 067 | 1 055 | 1 023 | 973  | 1 029 |

| 1856  | 1861  | 1866  | 1872  | 1876  | 1881  | 1886  | 1891 | 1896 |
| ----- | ----- | ----- | ----- | ----- | ----- | ----- | ---- | ---- |
| 1 110 | 1 195 | 1 246 | 1 202 | 1 210 | 1 113 | 1 023 | 968  | 860  |

| 1901 | 1906 | 1911 | 1921 | 1926 | 1931 | 1936 | 1946 | 1954 |
| ---- | ---- | ---- | ---- | ---- | ---- | ---- | ---- | ---- |
| 796  | 775  | 774  | 716  | 713  | 711  | 737  | 780  | 887  |

| 1962 | 1968  | 1975  | 1982  | 1990  | 1999  | 2005  | 2006  | 2010  |
| ---- | ----- | ----- | ----- | ----- | ----- | ----- | ----- | ----- |
| 997  | 1 056 | 1 596 | 2 235 | 2 413 | 2 653 | 2 806 | 2 790 | 2 744 |

| 2015  | 2020  | 2022  | - | - | - | - | - | - |
| ----- | ----- | ----- | - | - | - | - | - | - |
| 3 206 | 3 371 | 3 447 | - | - | - | - | - | - |

### Enseignement

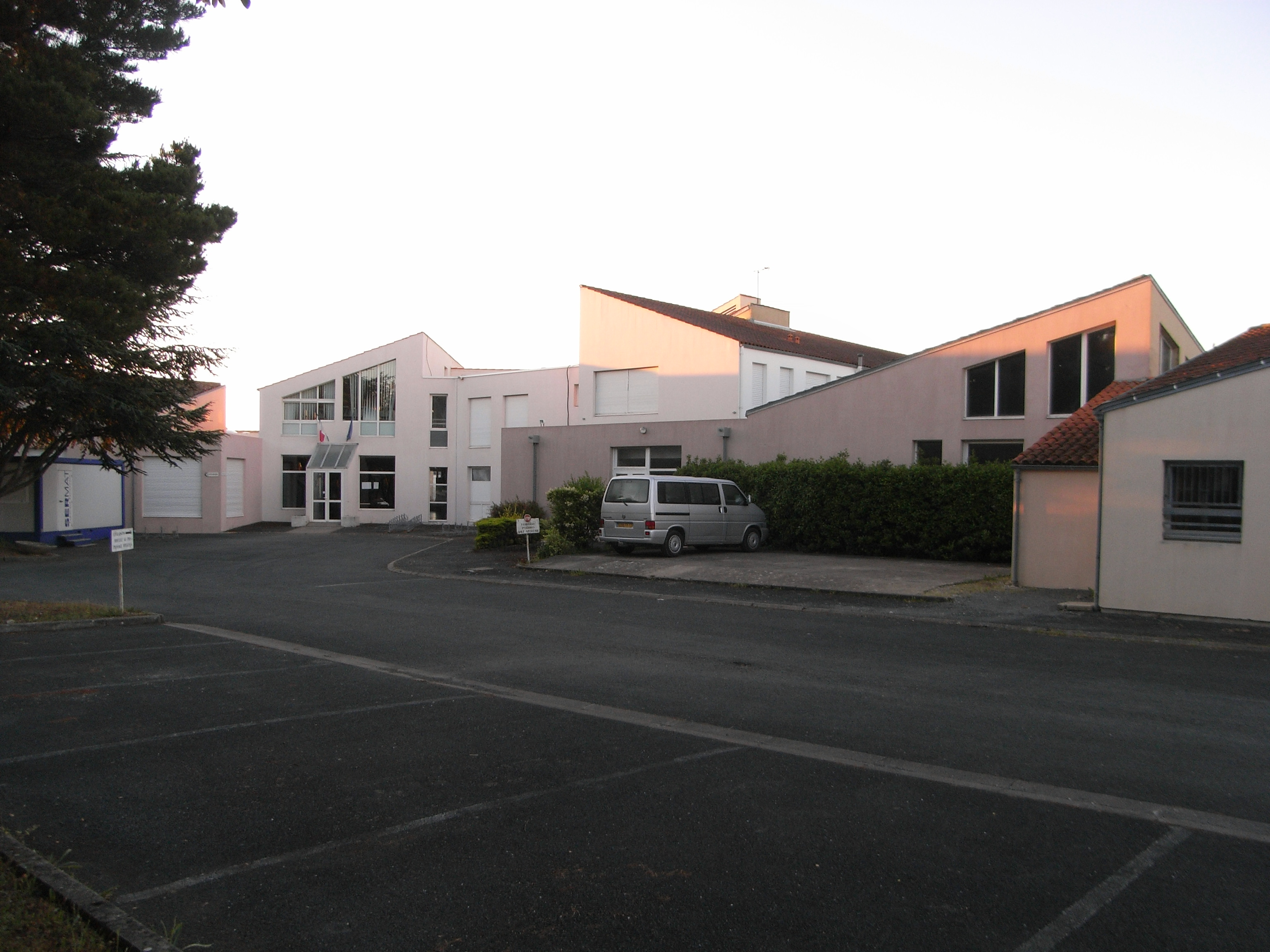
Collège Françoise-Dolto de La Jarrie.

La Jarrie dispose de quatre écoles réparties dans son centre-ville et d'un collège :
- école maternelle Les Marronniers,
- école primaire Jacques-Tati,
- école élémentaire Jules-Verne,
- école démocratique Respire.

Début 2011, l'école primaire Jacques-Tati a été transféré dans ses nouveaux locaux, un bâtiment BBC en ossature bois préfabriqué, se composant de trois classes. Le bâtiment se situe sur le site de l'école élémentaire Jules-Verne permettant une mutualisation des équipements et la création d'équipement commun comme le restaurant scolaire.
L'école privée démocratique Respire rejoint La Jarrie en 2018.
- Le collège Françoise-Dolto.

Collège de l'enseignement secondaire public, cet établissement moderne a reçu 426 élèves à la rentrée scolaire 2010 qui sont encadrés par 31 professeurs.

### Manifestations culturelles
- Le Salon du Livre, 7e édition en 2012.
- Le Festival de Musiques actuelles, 9e édition en 2012.

### Services de la santé
La Jarrie dispose d'un certain nombre de services dans les secteurs médical et paramédical, inhérents à sa fonction de chef-lieu de canton.
- Les services médicaux

La Jarrie possède un cabinet médical regroupant trois médecins généralistes et un cabinet en soins dentaires, tous situés dans le centre-ville.
La Jarrie ne dispose d'aucuns médecins spécialistes, les habitants vont habituellement consulter ceux installés à La Rochelle.
De même, La Jarrie n'est pas équipée d'un centre de radiologie médicale ou IRM, le chef-lieu de canton dépend de La Rochelle pour ce type de prestation.
Le centre hospitalier le plus proche est celui de  La Rochelle, situé à une vingtaine de kilomètres à l'ouest, offrant une palette extrêmement étendue de soins, étant le plus grand hôpital du département de la Charente-Maritime.
- Les services paramédicaux

Dans ce domaine, La Jarrie est équipée de deux centres en soins infirmiers, de trois cabinets de kinésithérapie, d'un cabinet de pédicure-podologue et de deux cabinets d'orthophonie. La ville ne dispose pas d'un laboratoire d'analyses médicales, les plus proches étant situés à Aytré et La Rochelle.
À cela s'ajoute une pharmacie.
Les services d’ambulanciers sont absents du chef-lieu de canton mais la prestation est assurée par une société agréée dans ce domaine qui est située dans la ville voisine d'Aigrefeuille-d'Aunis. Son rayon d'intervention s'étend en partie sur les deux cantons de La Jarrie et d'Aigrefeuille-d'Aunis.
La Jarrie fait partie des rares chefs-lieux de canton de la Charente-Maritime à ne pas être équipés d'un centre de secours. Ainsi, la ville dépend du centre d'Aigrefeuille d'Aunis où les pompiers sont habilités à intervenir dans les situations d'urgence.

### Sports

#### Les équipements sportifs
- Terrains de Tennis : La Jarrie dispose de 5 courts de tennis dont 3 couverts et éclairés grâce à la construction en 2003 de 3 courts intercommunautaires.
- Salles multisports :
  - Salle de Sport H.- Péricaud, située derrière le groupe scolaire Jules-Verne.
  - Gymnase J.- Héraud, situé derrière le collège Françoise-Dolto, construit dans les années 1990. Le gymnase dispose d'une tribune de 220 places.
- Terrain de grands jeux

Le stade actuel est inauguré en 1982 et portera le nom de Stade Claude-Poumadère en 1986.
En 2004 est installé l'éclairage homologué pour les rencontres nocturnes. Il comporte un terrain d'honneur, un terrain annexe et des locaux et vestiaires.
Une piste d’athlétisme et un terrain de football. Située derrière le collège, elle comporte une piste d’athlétisme de 300 mètres encadrant un terrain de football ainsi que d’une aire de lancer de poids et d’une autre consacrée au saut en longueur. Cet ensemble sera complété par des vestiaires d’une surface de 170 m2 et des locaux techniques contigus au gymnase existant.

#### Les activités sportives de la ville
- Club de tennis

Le Tennis Club Plaine d'Aunis. Le club est créé en 1981 par un groupe de passionnés. Il est affilié l'année suivante à La Fédération Française de Tennis. En 1984, on construit 2 courts extérieurs en béton poreux puis en 1992, le club-house. En 2004, le TCJ (Tennis Club Jarrien) devient TCPA (Tennis Club de la Plaine d'Aunis). En 2011, le club regroupe 326 licenciés, soit le 4e du département et voit l'accession de l'équipe 1 Messieurs à la 1re division régionale.
- Club de Basket

Le Sporting-Club La Jarrie (SCLJ) compte 241 licencié en 2012 soit le premier du département et le 4e au niveau régional. Le basket voit le jour en 1934 à La Jarrie grâce à l’initiative de Henri PERICAUD et compte 18 titres départementaux et 4 titres régionaux. La commune organise également tous les ans un Tournoi interrégional de basket.
- Club de Football

La Jarrie Football Club a fêté ses 60 ans en 2009. Créé en 1948 le club s'appelait alors "les Fantomas". Les statuts de l'association jarrienne sont déposés en 1949 en préfecture. Jusqu'en 1981 les rencontres se disputaient à la Minoterie sur un terrain prêté par monsieur GAUTHIER-DAVID avant d'être transféré dans le stade actuel en 1982.
- La commune dispose également de clubs de chasse, de twirling bâton, de danses, de boule, de gymnastique...

### Cultes
La Jarrie appartient au diocèse catholique de La Rochelle et Saintes et à l'archidiocèse métropolitain de Poitiers.
Bien que la commune possède l'église Sainte-Madeleine, le service est assuré depuis la paroisse d'Aigrefeuille-d'Aunis.

## Économie
Données économiques de la ville de La Jarrie :
- le taux de chômage en 2005 était de 7,7 % et en 1999 il était de 11,4 % ;
- les retraités et les préretraités représentaient 18,6 % de la population en 2005 et 14,5 % en 1999 ;
- le taux d'activité était de 74,6 % en 2005 et de 71,6 % en 1999.

## Culture locale et patrimoine

### Lieux et monuments

#### Façade renaissance

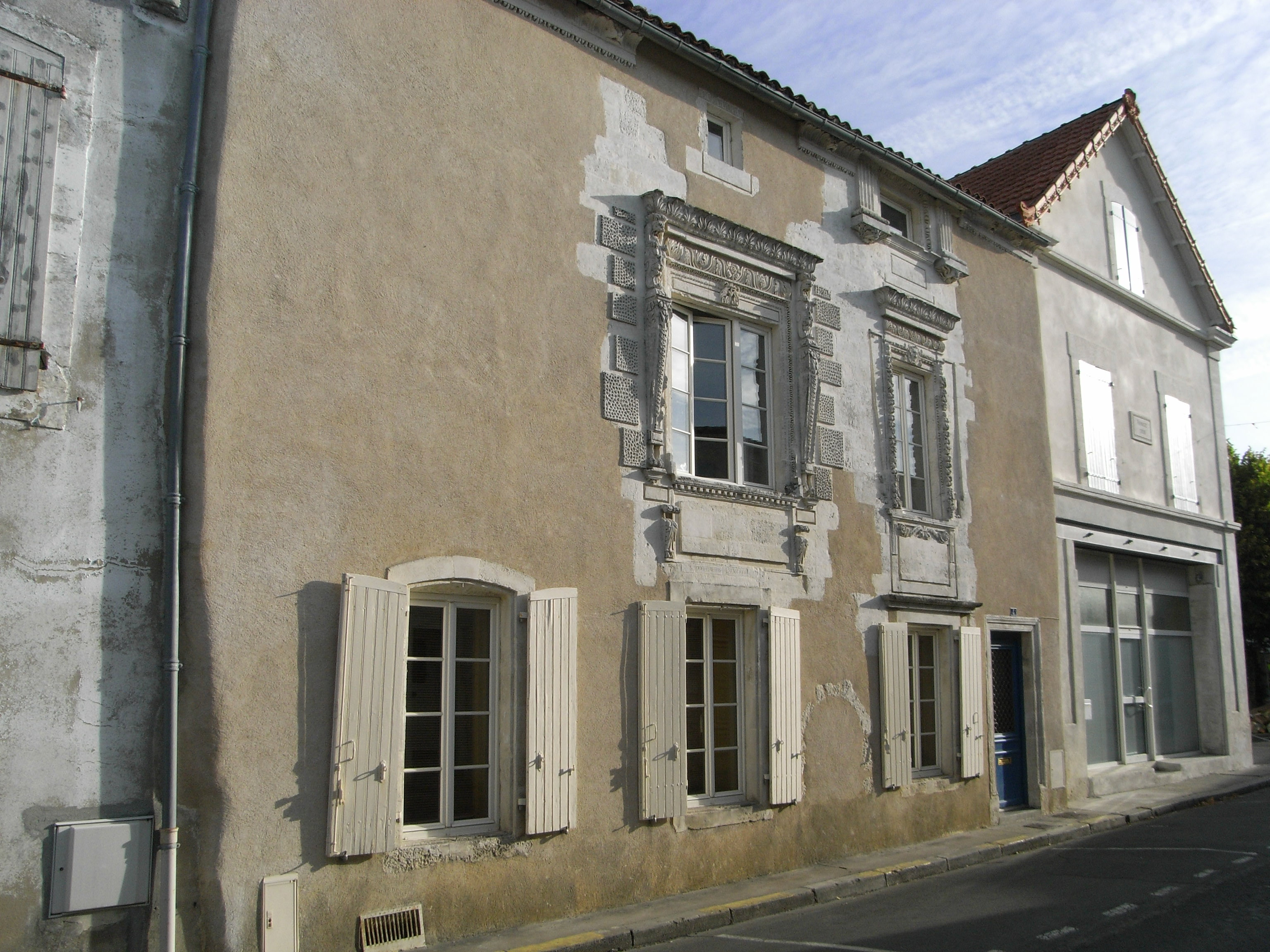
Façade Renaissance, maison improprement appelée "Maison de Louis XIII".

Situé près de l'église, cette façade comporte des éléments de style renaissance. La façade est percée de deux baies au premier niveau. La plus large comporte de part et d'autre, des atlantes qui soutiennent une frise et une corniche ornée de palmettes. La seconde baie, plus étroite, est surmontée d'un décor identique. La fenêtre de l'attique est encadrée de pilastres. La façade porte l’inscription d'origine protestante "Post Tenebras Lux 1565". La maison est appelée à tort "maison Louis XIII" puisque aucun récit n'en fait mention.

#### Minoterie Gautier, David et Cie
La minoterie est créée en 1901 par les cousins Auguste Gautier et Joseph David à l'emplacement d'une distillerie de betteraves. En 1922, la société Gautier David et Cie est créée. Il s'agit de la plus importante minoterie de la région, qui traite 350 à 400 quintaux de blé par jour avec une capacité de stockage de 12 000 quintaux. Le site comporte :
- un atelier de fabrication datant de la fondation et agrandi en 1911 et 1915,
- un magasin à farine,
- un silo de 1912,
- deux logements patronaux
- le bâtiment des bureaux, édifié en 1917,
- un logement pour le contremaître réalisé dans les années 1920.

En 1972, les 120 000 quintaux de farine produits représentent le plus fort contingent de la région.
Le site industriel est desservi par embranchement ferroviaire

#### Église Sainte-Madeleine

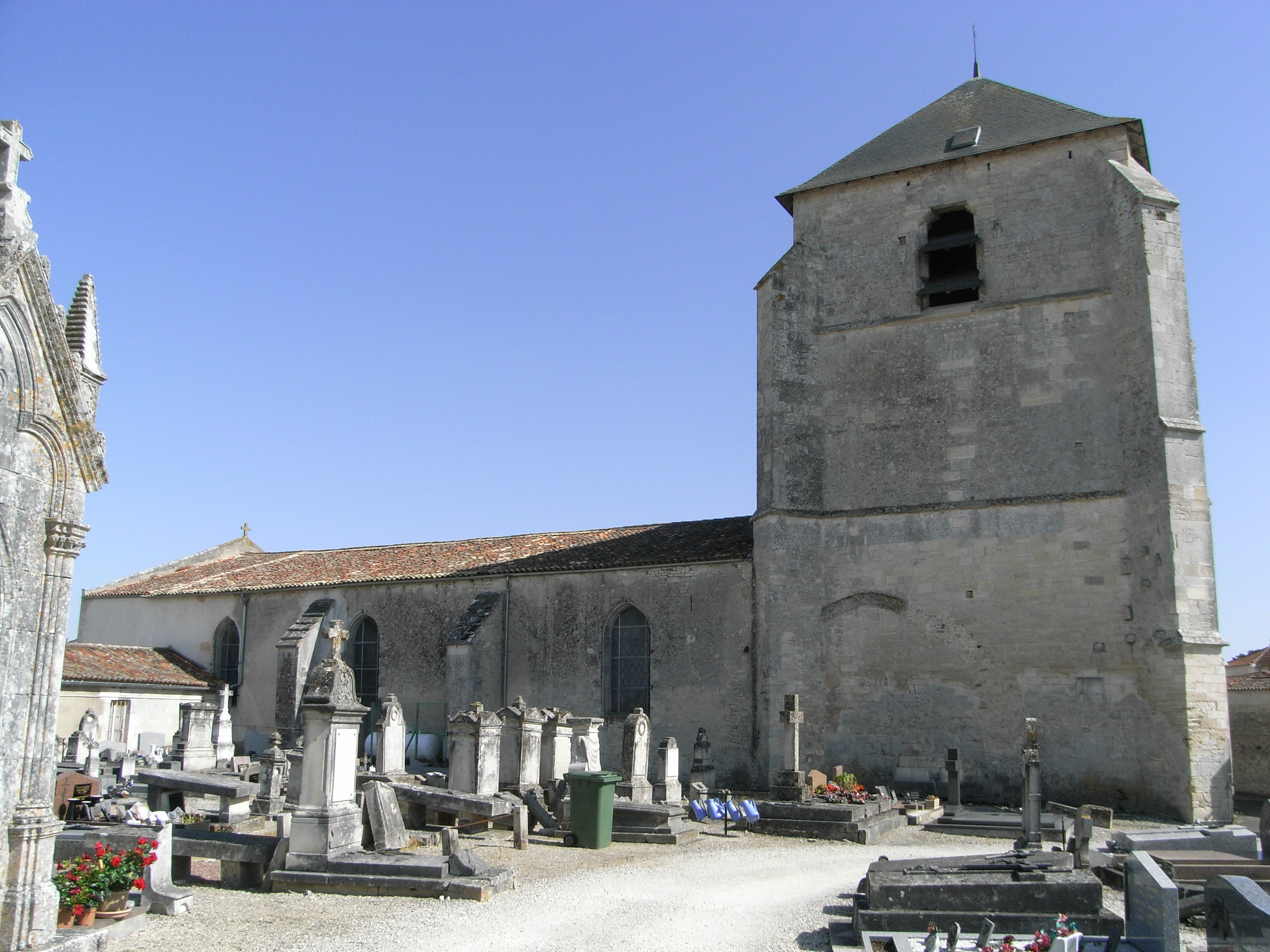
Église Sainte-Madeleine.

Cette église fut successivement sous l'autorité des moines de l'île d'Aix puis des prêtres de l'oratoire. La première église daterait du XIIe siècle, le clocher et la maison des prêtres furent détruits en 1386. Le clocher est reconstruit au XVe siècle, façon clocher-porche. Le 1 et 2 avril 1568, l'église de La Jarrie fut mise à terre. Le corps de l'église, relevé au cours XVIIe siècle, est un simple quadrilatère. Au cours des siècles, divers projets de reconstruction sont envisagés, pour finalement être abandonné au profit de simple réparation. En 1868, on réalise les fausses voûtes et les trois absides, sur les plans de Massiou.
Le clocher est une grosse tour carrée, flanqué de quatre contreforts. Il comporte une horloge. Le rez-de-chaussée du clocher est couvert d'une importante voûte à liernes et tiercerons. Il s'ouvre à l'ouest par un portail à deux colonnettes. Le clocher présente également une ancienne baie en grande partie murée mais où se devinent les restes d'un remplage de style gothique flamboyant. Il renferme la cloche dite Charles Jean-Baptiste Louise Elisabeth. Elle date de 1764 et elle est classée au titre d'objet par arrêté du 5 décembre 1908.

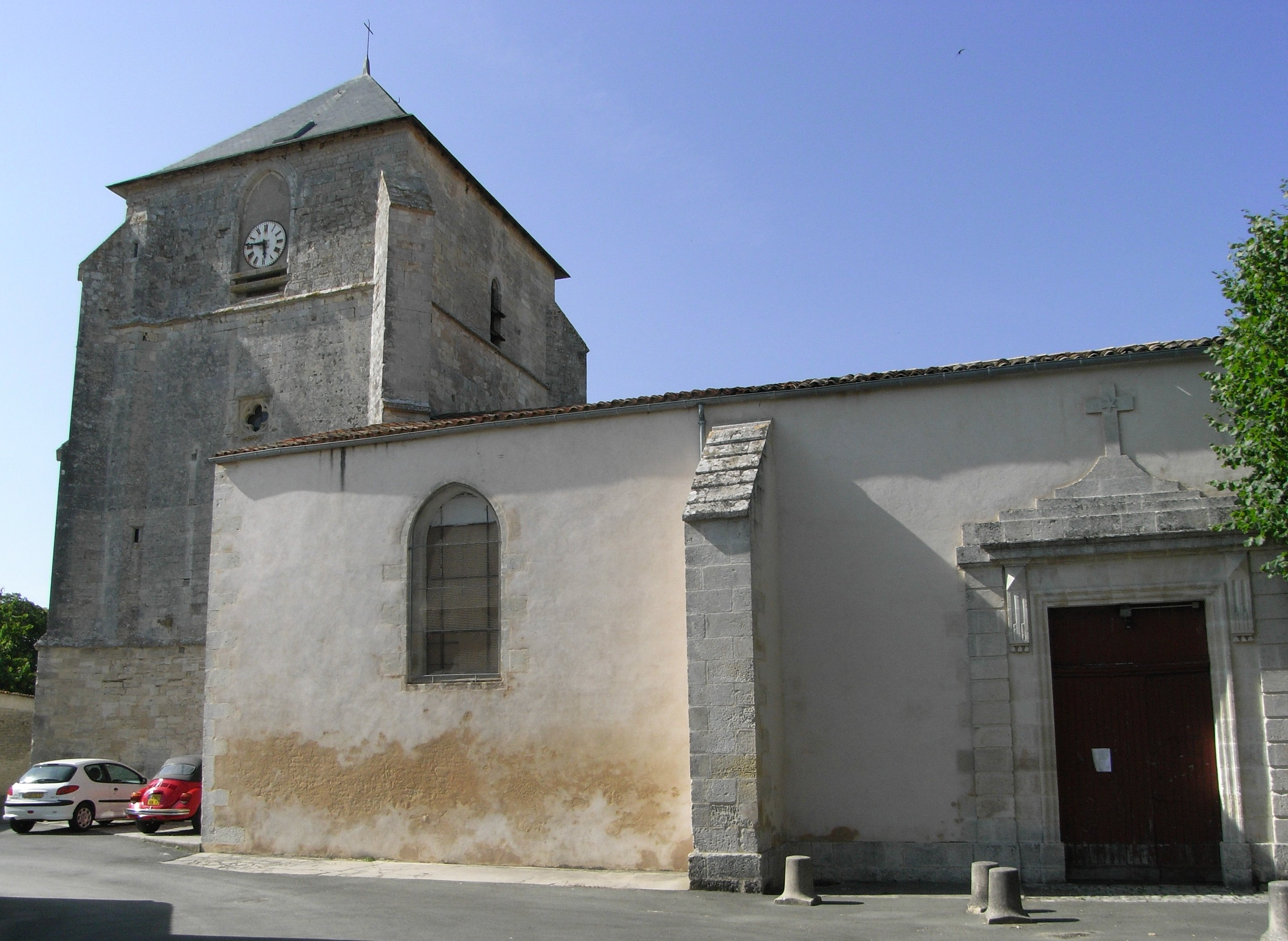
Église Sainte-Madeleine.
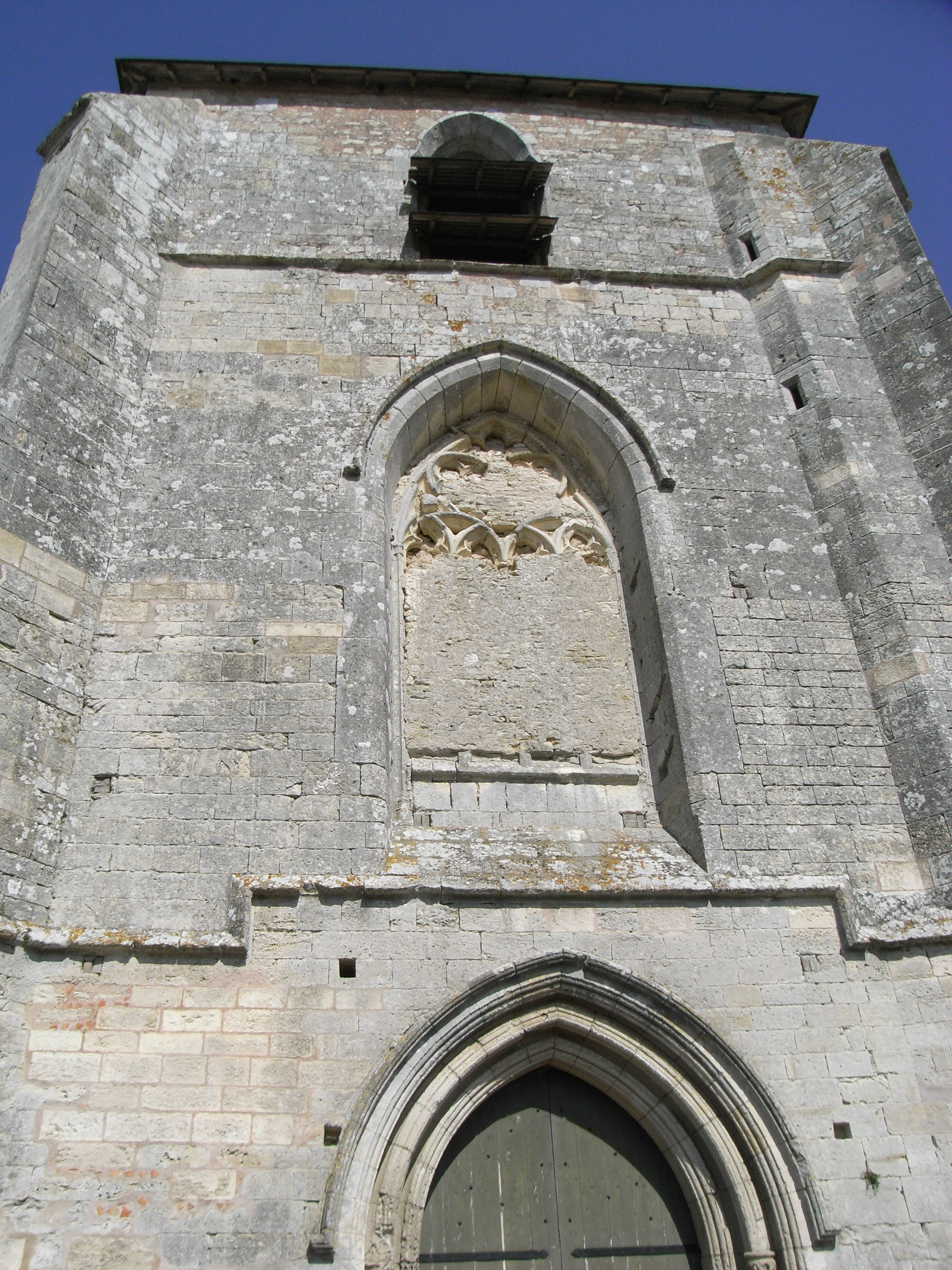
Clocher de l'église avec vue sur le portail et sur la baie murée.

### Équipement culturel
- La médiathèque

La nouvelle médiathèque remplace l'ancienne bibliothèque, qui se situait derrière le groupe scolaire Jules-verne (rue des écoles). L'ancienne bibliothèque fait maintenant partie du restaurant scolaire tandis que les classes primaires qui occupaient l'angle de la rue de l'Alerte et des canons, on était transformé en médiathèque.
- Salle des fêtes

La salle a été rénovée en 2011.

### La vie associative
La commune comporte une trentaine d’associations de domaines différents (culture, sport, humanitaire, environnement…).

### Médias
La commune de La Jarrie est desservie par le quotidien régional Sud Ouest, qui a une antenne à La Rochelle, et le journal hebdomadaire Charente-Maritime-Hebdo, dont le siège est à Surgères.

#### Télévision
La commune est desservie par l'émetteur de La Rochelle- ZUP de Mireuil (en réception analogique et en numérique terrestre, TNT). La diffusion numérique de cet émetteur a été activée en octobre 2006, afin de pallier les déficiences de l'émetteur de Niort-Maisonneuve (altération ponctuelle du signal signalées dans certaines zones de la Charente-Maritime). L'ensemble des chaînes nationales sont diffusées, y compris la version régionale de France 3, France 3 Poitou-Charentes, et son décrochage local, France 3 Atlantique.

### Personnalités liées à la commune
- Philibert Trudaine de Montigny, seigneur de La Jarrie.
- Henri-Constant Groussau (1851-1936), homme politique, député du département du Nord de 1902 à 1936.
- Les frères Naud, avaient créé une marque de cycles, la marque HEN pour Henri et Ernest Naud, encore en activité au début des années 1960.
- La famille David, qui a créé la minoterie de La Jarrie toujours en activité.

### Héraldique
| Blason de La Jarrie | Blason  | De gueules au chêne vert arraché d’argent accompagné de quatre fleurs de lys d’or cantonnées. |
| Blason de La Jarrie | Détails | Le chêne renvoie à l’origine étymologique du lieu. Les quatre fleurs de lys qui l’entourent rappellent les quatre rois qui ont fait étape à La Jarrie. La couleur rouge renvoie à la couleur de l’Aunis. L’écu est surmonté d’une couronne murale simple. Le statut officiel du blason reste à déterminer. |

## Galerie de photos sur la ville

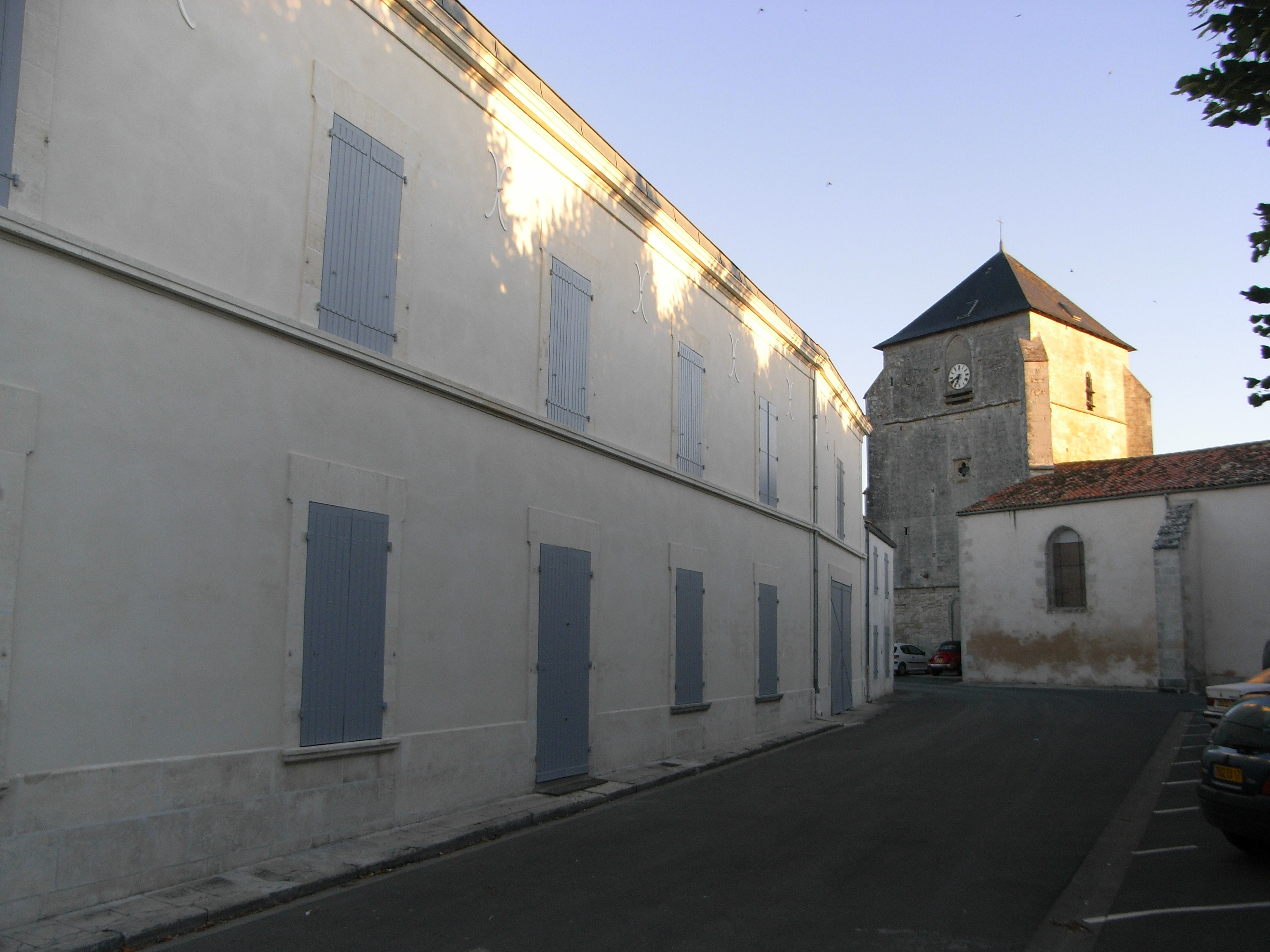
Impasse de l'Église.
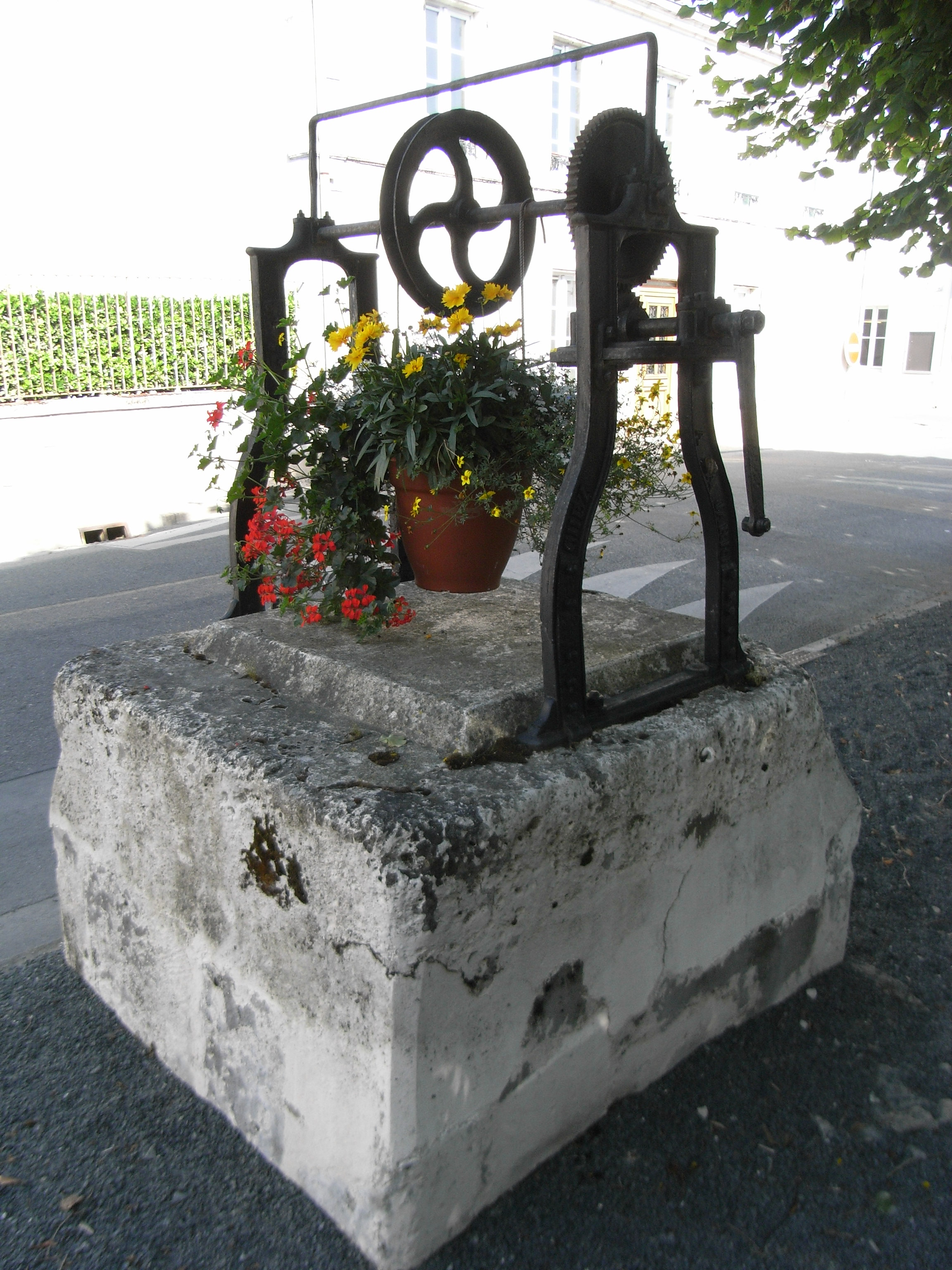
Ancien puits près de l'église.
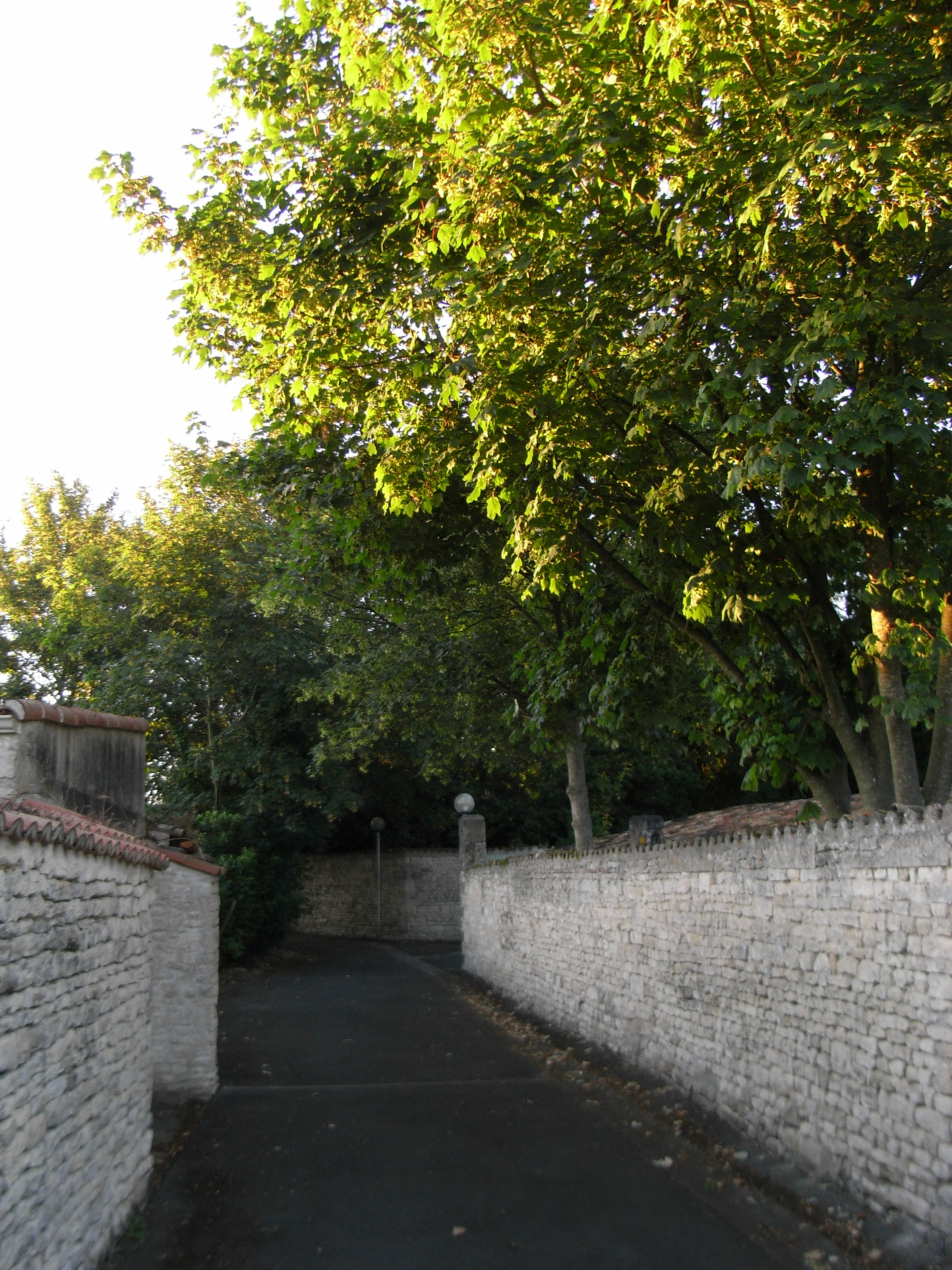
Ruelle de la Gare.
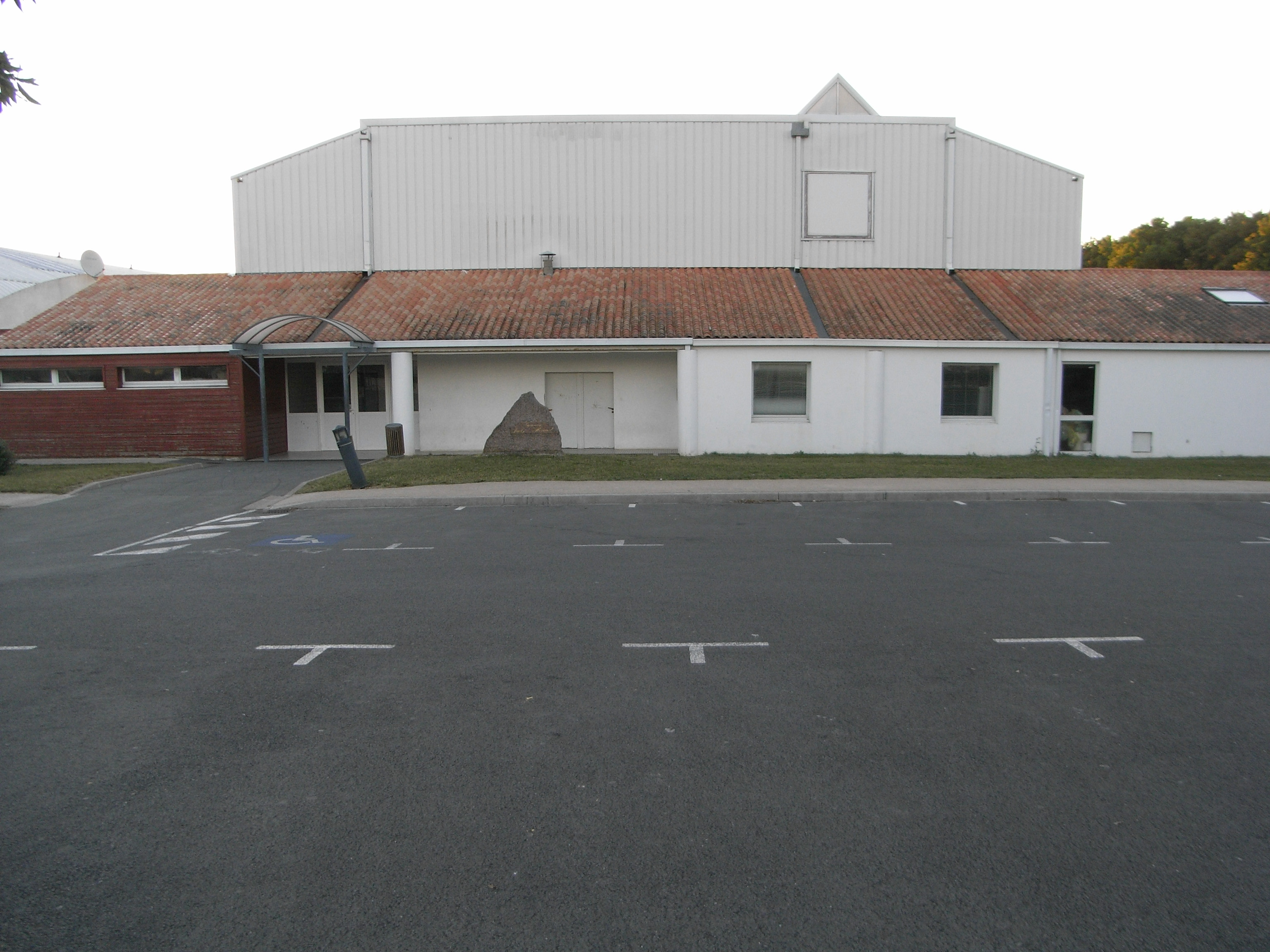
Gymnase J.- Héraud.
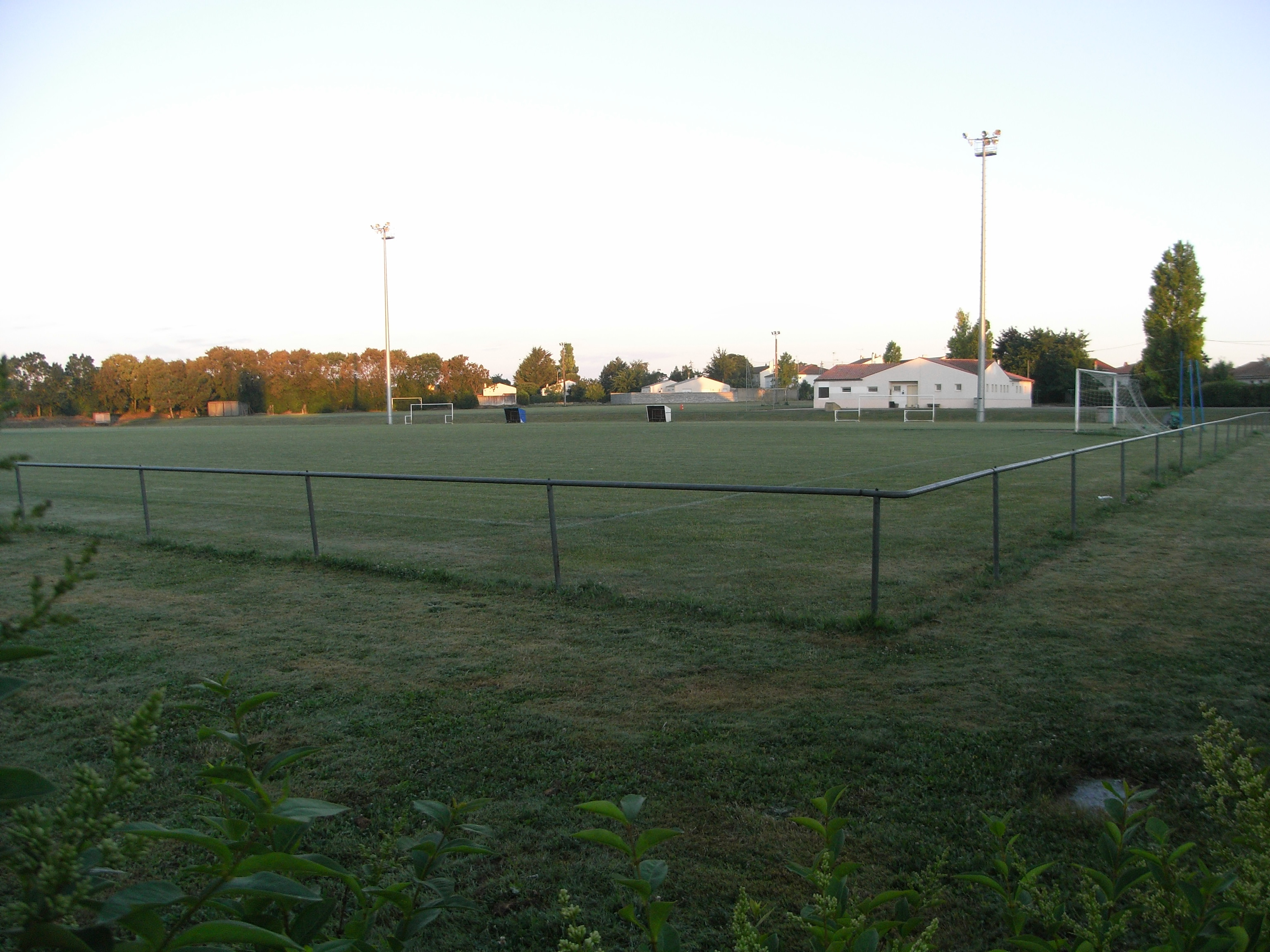
Stade Claude-Poumadère, terrain d'honneur de football.
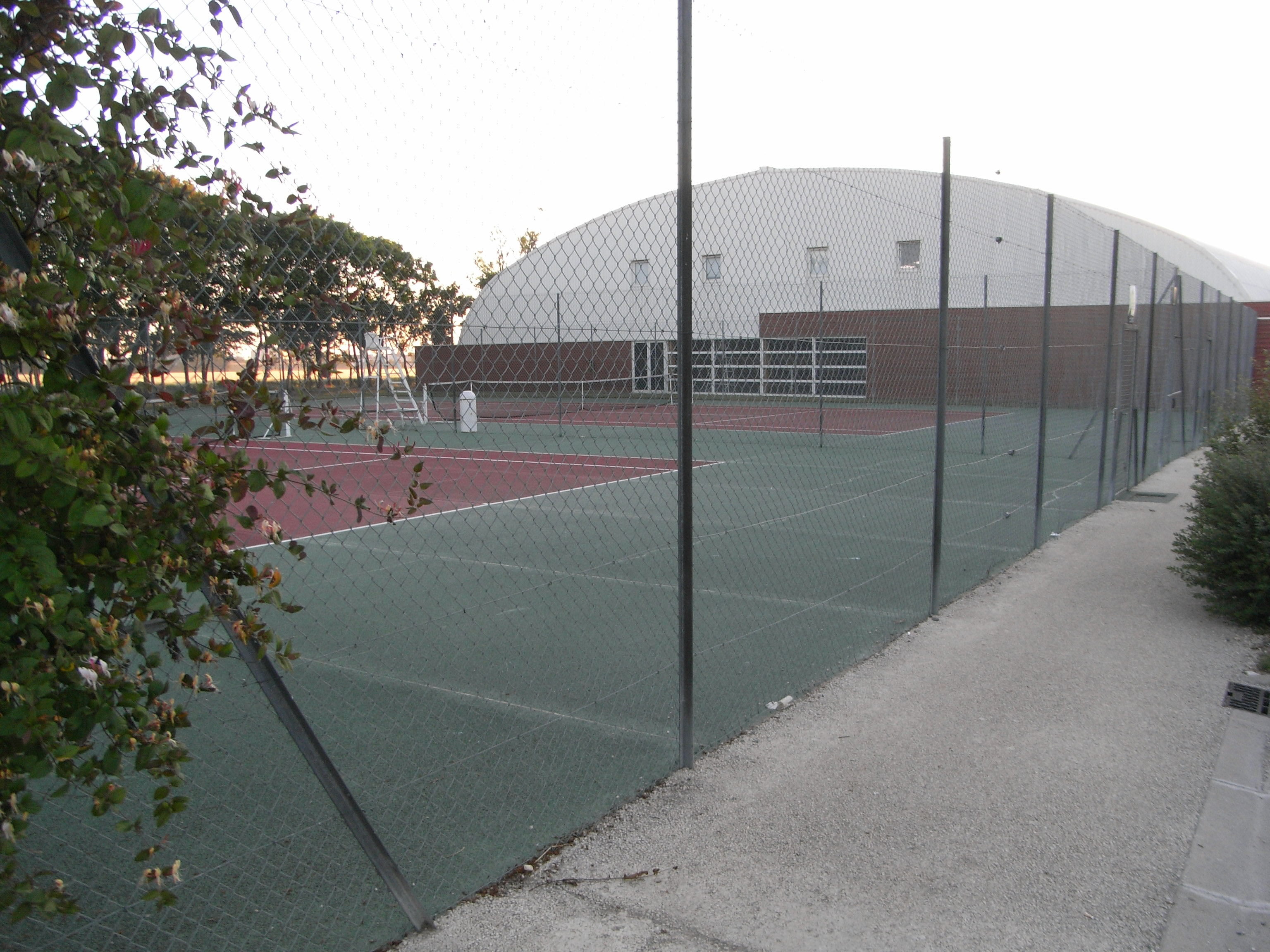
Courts de tennis (couverts et extérieurs).
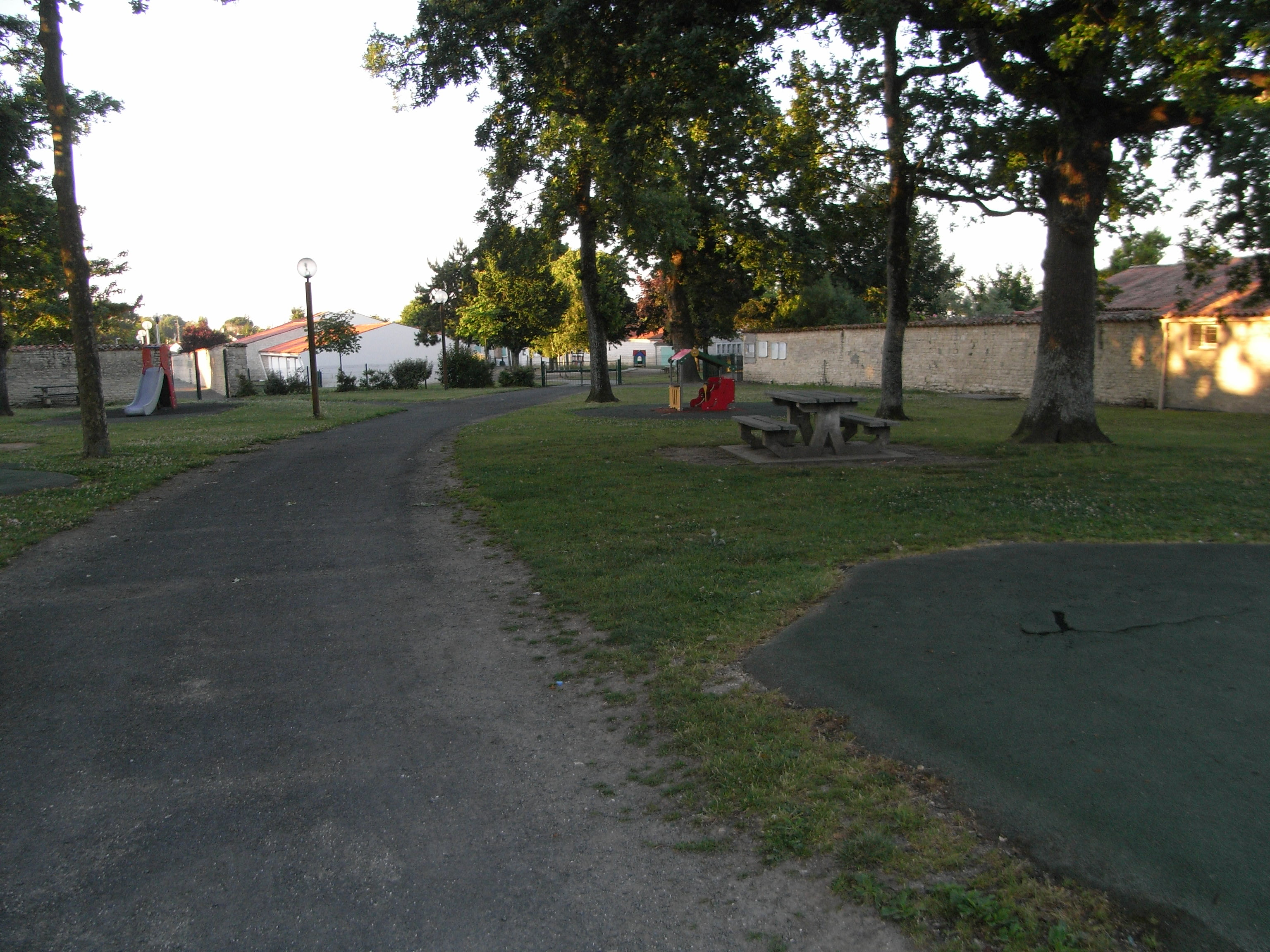
Vue de l'espace entre la mairie et l'école maternelle Les Marronniers.